# Gronowo (gromada)
Gronowo – dawna gromada, czyli najmniejsza jednostka podziału terytorialnego Polskiej Rzeczypospolitej Ludowej w latach 1954–1972.
Gromady, z gromadzkimi radami narodowymi (GRN) jako organami władzy najniższego stopnia na wsi, funkcjonowały od reformy reorganizującej administrację wiejską przeprowadzonej jesienią 1954 do momentu ich zniesienia z dniem 1 stycznia 1973, tym samym wypierając organizację gminną w latach 1954–1972.
Gromadę Gronowo z siedzibą GRN w Gronowie (w obecnym brzmieniu Gronowo Elbląskie) utworzono – jako jedną z 8759 gromad na obszarze Polski – w powiecie elbląskim w woj. gdańskim na mocy uchwały nr 15/III/54 WRN w Gdańsku z dnia 5 października 1954. W skład jednostki weszły obszary dotychczasowych gromad Gronowo, Jasionno, Różany, Oleśno i Fiszewo ze zniesionej gminy Gronowo, obszar dotychczasowej gromady Gajewiec i przysiółek Mojkowo z dotychczasowej gromady Jegłownik ze zniesionej gminy Jegłownik oraz obszar dotychczasowej gromady Rozgart ze zniesionej gminy Zwierzno w tymże powiecie. Dla gromady ustalono 17 członków gromadzkiej rady narodowej.
Gromada przetrwała do końca 1972 roku, czyli do kolejnej reformy gminnej. 1 stycznia 1973 w powiecie elbląskim w woj. gdańskim reaktywowano zniesioną w 1954 roku gminę, tym razem o nazwie Gronowo Elbląskie (od 1999 w woj. warmińsko-mazurskim).